# Präsidialrat (Bundesverfassungsgericht)
Ein Präsidialrat verwaltete das Tagesgeschäft eines Senats beim Bundesverfassungsgericht.
Seine Aufgaben waren in § 12 Geschäftsordnung des Bundesverfassungsgerichts (GO BVerfG) beschrieben. Danach unterstützt[e] [er] insbesondere den Vorsitzenden des Senats bei der Erledigung der Senatsgeschäfte. Er [war] in Senatsangelegenheiten ausschließlich an die Weisungen des Vorsitzenden gebunden.
Der wichtigste Teilbereich seiner Tätigkeit hing mit der Führung des Allgemeinen Registers (§§ 60 ff. GO BVerfG) zusammen. Er bearbeitete offensichtlich unzulässige Verfassungsbeschwerden und ähnliche Eingaben weitgehend selbständig, indem er den Absender auf die Zulässigkeitsmängel hinwies und die Rechtslage darlegte. Nur wenn der Bürger danach ausdrücklich eine richterliche Entscheidung verlangt, wurden die Richter des Bundesverfassungsgerichts in einer solchen Sache tätig.
Daneben sorgte der Präsidialrat für die Veröffentlichung von Entscheidungen im Bundesgesetzblatt (§ 29 GO BVerfG, §§ 14 und 31 BVerfGG).
Der Präsidialrat musste zum Richteramt befähigt sein. Der Direktor beim Bundesverfassungsgericht war in Personalunion Präsidialrat des Ersten Senats.
Seit 2011 besteht die Position der Präsidialräte nur mehr nominell, ist faktisch jedoch weitgehend abgeschafft. Wesentliche Aufgaben werden seitdem von den wissenschaftlichen Mitarbeitern der Senatsvorsitzenden erfüllt.